# コシチェイ

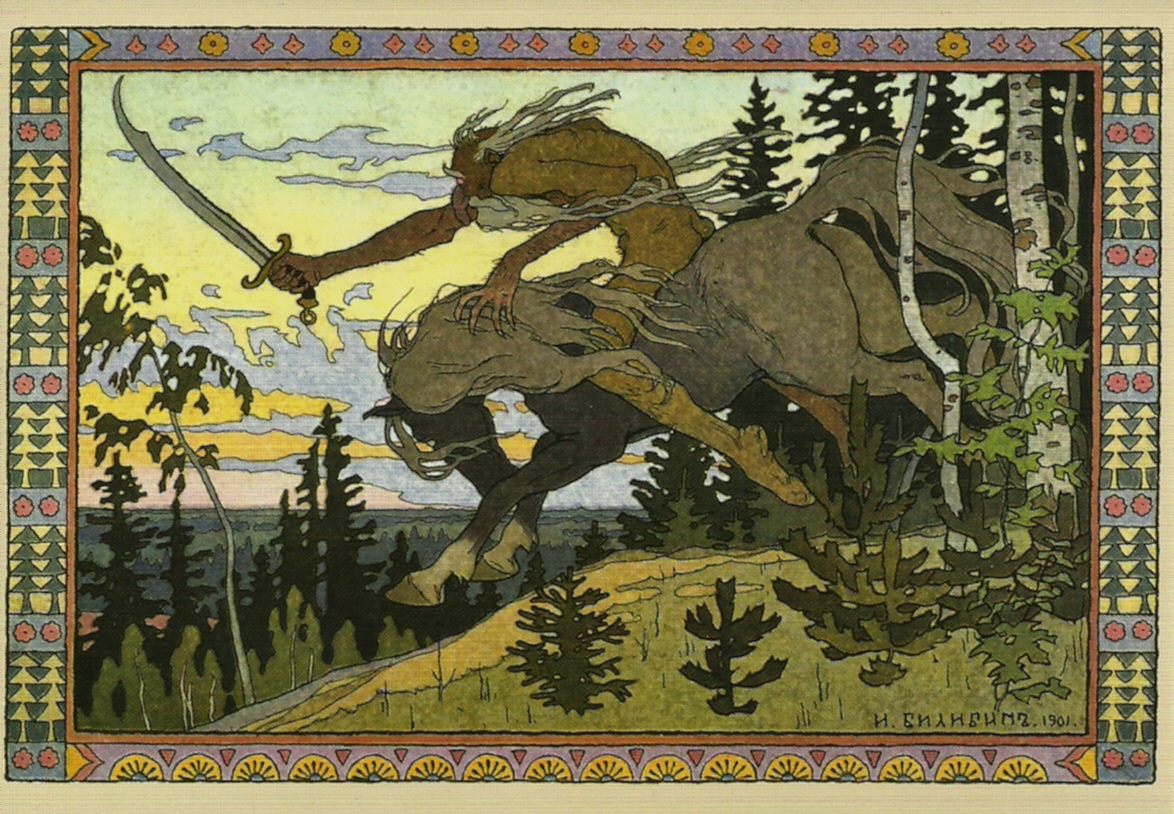
イヴァン・ビリビンの『不死身のコシチェイ』

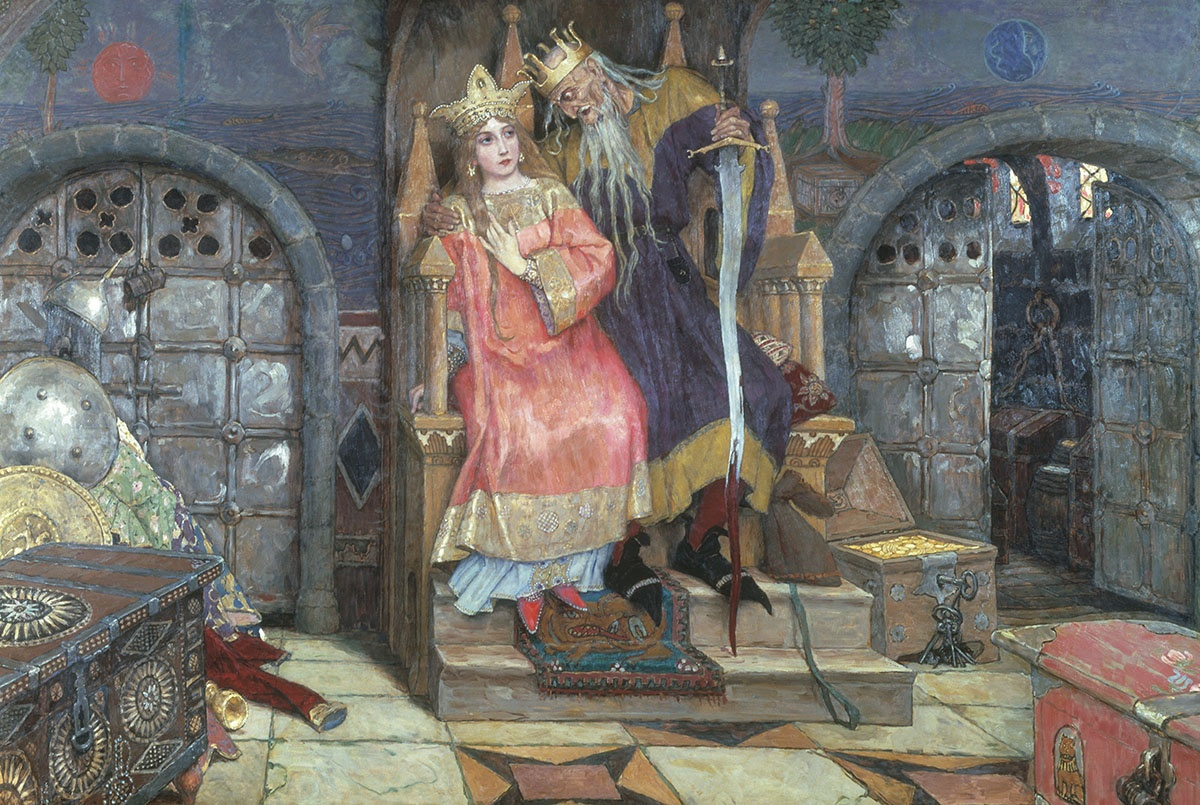
ヴィクトル・ヴァスネツォフの『不死身のコシチェイ』

スラヴ神話においてコシチェイ（カスチェイ）（露: Коще́й, Koshchey, 異綴り：Koschei, Каще́й, Kashchei, Kashchey, Kashchej, 波: Kościej）は醜い老人の姿をした悪人で、主に若い女性を襲う。「不死身のコシチェイ」（Коще́й Бессме́ртный）の二つ名で知られる。その名前は「骨」を意味する語（露: кость, 波: kość）に由来すると見られ、その骸骨の様な容貌を表す。
彼の肉体と生命は別々になっているため、普通に攻撃しても殺すことはできない。その魂は針の先にあり、その針は卵の中、その卵はアヒルの中、そのアヒルはウサギの中、そのウサギは鉄の箱の中、その鉄の箱は緑のオークの樹の下に埋められ、それは大洋に浮かぶブヤンの島にある。彼の魂が無事な限り死なず、箱が掘り出され開かれればウサギが逃げ出し、それが殺されればアヒルが出てきて飛び去る。卵を手に入れた者はコシチェイを意のままにでき、コシチェイは弱りはじめて病気になり、すぐさま魔力を失う。卵を揺するとコシチェイも自身の意思に反して揺さぶられる。針が折れる（一部にはコシチェイの額で折らなければならないという伝承もある）とコシチェイは死ぬ。